# マテウシュ・ボグシュ
マテウシュ・ピオトル・ボグシュ（Mateusz Piotr Bogusz, 2001年8月22日 - ）は、ポーランド・シロンスク県ルダ・シロンスカ出身のサッカー選手。メジャーリーグサッカー・ロサンゼルスFC所属。ポジションはMF。

## クラブ歴
ユース時代から地元のルフ・ホジューフで過ごし、2017年に16歳でトップチームに昇格。翌2018年3月4日の2部リーグのビトヴィア・ビトゥフ戦でプロデビュー。2017-18シーズンは2部リーグで13試合に出場。チームは3部リーグに降格するも、翌2018-19シーズンより先発に定着。同シーズンは3部リーグながら18試合5ゴールを記録した。
2019年1月29日、リーズと2021年までの契約を締結。加入後はユースチームで過ごしていたが、2019-20シーズン終盤にトップチームに昇格。チームはEFLチャンピオンシップ (2部リーグ)で優勝し、2003-04シーズン以来のプレミアリーグ復帰が決定。同シーズン最終戦となった2020年7月22日のチャールトン・アスレティックFC戦で、移籍後初出場を果たした。
2023年3月31日、ロサンゼルスFCに4年契約で移籍した。

## 代表歴
2018年にU-17のポーランド代表としてUEFA U-17欧州選手権に出場。2019年には自国開催となった2019 FIFA U-20ワールドカップにU-20代表で出場した。
2024年9月8日、ネーションズリーグのクロアチア代表戦でA代表初出場。

## タイトル
リーズ・ユナイテッド
- EFLチャンピオンシップ: 2019-20[7]

ロサンゼルスFC
- USオープンカップ: 2024[8]
- リーグスカップ 準優勝: 2024[9]